# Bishopthorpe
Bishopthorpe est un village et une paroisse civile du Yorkshire du Nord, en Angleterre. Il est situé à cinq kilomètres au sud de la ville d'York, près de la rivière Ouse. Administrativement, il relève de l'autorité unitaire de la Cité d'York. Au recensement de 2011, il comptait 3 237 habitants.
Jusqu'en 1996, Bishopthorpe relevait du district de Selby.
Le village abrite notamment le manoir de Bishopthorpe Palace (en), fondé au début du XIIIe siècle par l'archevêque d'York Walter de Gray. C'est à cette époque que le village, jusqu'alors appelé Thorpe ou Thrope St. Andrew, prend le nom de Bishopthorpe.

## Étymologie
Bishopthorpe signifie littéralement « le hameau de l'évêque ». Ce nom comprend l'élément norrois thorp « ferme, hameau » et l'élément vieil-anglais biscop « évêque ». Il est attesté sous la forme Torp dans le Domesday Book, à la fin du XIe siècle.